# 1182

## Události
- Konrád II. Ota získal jako první titul moravský markrabě

## Narození
- ? – Alexios IV. Angelos, byzantský císař († 8. února 1204)
- ? – Alice z Vergy, burgundská vévodkyně a regentka († 1251)
- ? – Enguerrand III. z Coucy, vikomt z Meaux († 1242)
- ? – Svatá Luitgarda, vlámská řeholnice a světice († 1246)
- ? – Sakja Pandita, tibetský duchovní učitel a buddhistický učenec († 1251)
- ? – Giovanni Carpini, italský cestovatel a františkánský mnich († 1. srpna 1252)

## Úmrtí
- 13. ledna – Anežka Babenberská, uherská královna a korutanská vévodkyně (* 1151/1154?)
- 19. dubna – Richza Česká, česká princezna (* 1165?)
- 12. května – Valdemar I. Veliký, dánský král (* 1131)
- 25. července – Marie z Boulogne, hraběnka z Boulogne (*1135?)
- ? – Cyril Turovský, ruský středověký teolog (* 1130)

## Hlavy států
- České knížectví – Bedřich (kníže) – Konrád II. Ota
- Moravské markrabství – Konrád II. Ota
- Svatá říše římská – Fridrich I. Barbarossa
- Papež – Lucius III.
- Anglické království – Jindřich II. Plantagenet
- Francouzské království – Filip II. August
- Polské knížectví – Kazimír II. Spravedlivý
- Uherské království – Béla III.
- Sicilské království – Vilém II. Dobrý
- Kastilské království – Alfonso VIII. Kastilský
- Rakouské vévodství – Leopold V. Babenberský
- Skotské království – Vilém Lev
- Byzantská říše – Alexios II. Komnenos